# 施泰格拉
施泰格拉是德国萨克森-安哈尔特州的一个市镇。总面积29.65平方公里，总人口1243人，其中男性625人，女性618人（2011年12月31日），人口密度42人/平方公里。